# Sabine Baeß
Sabine Baeß, verh. Marbach, (* 15. März 1961 in Dresden) ist eine ehemalige deutsche Eiskunstläuferin. Ihr Eiskunstlaufpartner war Tassilo Thierbach. Das Paar trainierte beim SC Karl-Marx-Stadt bei Irene Salzmann. Größte Erfolge waren 1982 der Gewinn sowohl der Europa- als auch der Weltmeisterschaft und der Europameistertitel 1983.

## Werdegang
Sein Debüt bei DDR-Meisterschaften hatte das Paar Baeß/Thierbach 1976 und beendete es auf dem dritten Platz hinter Romy Kermer und Rolf Oesterreich sowie Manuela Groß und Uwe Kagelmann. Auch im Jahr darauf belegten Baeß und Thierbach den dritten Platz auf nationaler Ebene. In Helsinki bestritten sie ihre erste Europameisterschaft und beendeten sie auf dem fünften Platz, einen Platz hinter den amtierenden DDR-Meistern Manuela Mager und Uwe Bewersdorf. Auch 1978 rangierten sie bei der Europameisterschaft einen Platz hinter ihren Landsleuten. Als DDR-Vizemeister belegten sie den vierten Platz. Wenige Wochen später bestritten sie in Ottawa ihre erste Weltmeisterschaft und wurden Fünfte.

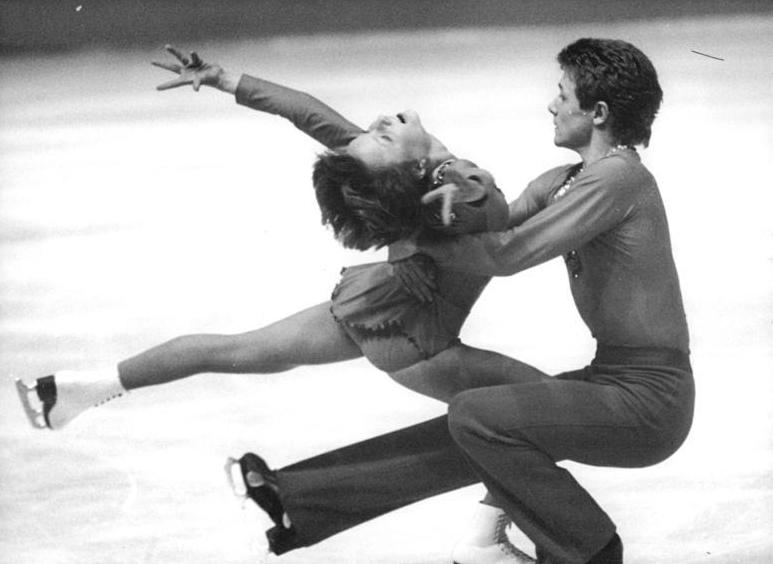
Baeß und Thierbach bei den DDR-Meisterschaften 1979 in Karl-Marx-Stadt

Das Jahr 1979 brachte die ersten Medaillen für Sabine Baeß und Tassilo Thierbach. Sowohl bei der Europameisterschaft in Zagreb, wie auch bei der Weltmeisterschaft in Wien gewannen sie Bronze. Erstmals waren sie als amtierende DDR-Meister angetreten. Ende 1979 gewannen sie die erste Ausgabe des Grand-Prix-Wettbewerbes Skate America. Im olympischen Jahr 1980 verteidigten Baeß und Thierbach ihren nationalen Meistertitel, verpassten als Vierte allerdings sowohl bei der Europameisterschaft wie auch der Weltmeisterschaft eine Medaille. Ihre ersten Olympischen Spiele beendeten sie in Lake Placid auf dem sechsten Platz.

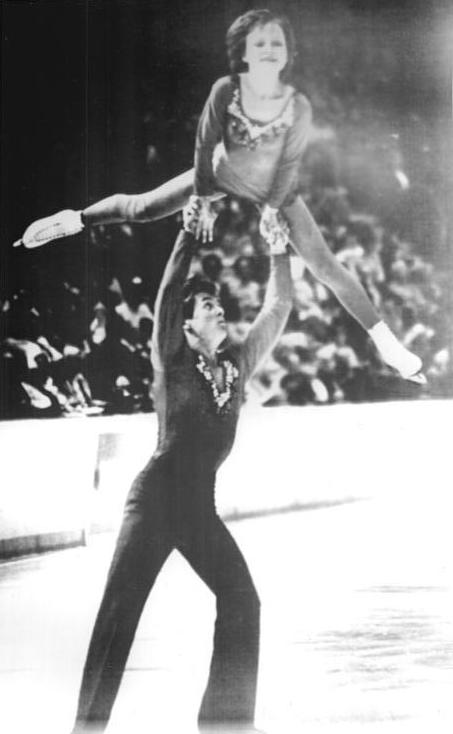
Sabine Baeß und Tassilo Thierbach 1979 bei Skate America in Lake Placid

Nach Saisonende 1980 musste sich Tassilo Thierbach einer Meniskusoperation unterziehen, sodass das Paar bei den DDR- und Europameisterschaften 1981 fehlte. Ihre Rückkehr verlief jedoch erfolgreich. In Hartford wurden sie Vize-Weltmeister hinter Irina Worobjowa und Igor Lissowski aus der Sowjetunion.
1982 wurde das erfolgreichste Jahr des Paares Baeß/Thierbach. Erst gewannen sie bei den DDR-Meisterschaften, dann wurden sie in Lyon Europameister und schließlich in Kopenhagen Weltmeister. Damit sind Sabine Baeß und Tassilo Thierbach das einzige Eiskunstlaufpaar aus der DDR, das einen Europameisterschaftstitel erringen konnte und das einzige DDR-Paar, das einen Weltmeisterschaftstitel erringen konnte.
1983 verteidigten sie ihren nationalen Titel und in Dortmund auch ihren Europameisterschaftstitel. Bei der Weltmeisterschaft in Helsinki mussten sie sich allerdings knapp Jelena Walowa und Oleg Wassiljew aus der Sowjetunion beugen und sich mit der Silbermedaille begnügen.
1984 wurden Baeß und Thierbach zum fünften und letzten Mal DDR-Meister. Bei der Europameisterschaft in Budapest gewannen sie die Silbermedaille hinter Walowa und Wassilijew. Wenig später bestritten sie in Sarajevo ihre zweiten Olympischen Spiele und beendeten sie auf dem vierten Platz. Somit blieb ihnen eine olympische Medaille verwehrt. Die Weltmeisterschaft in Ottawa war das letzte Turnier in der Karriere von Baeß und Thierbach. Sie beendeten ihre Karriere mit dem Gewinn der Bronzemedaille hinter den Kanadiern Barbara Underhill und Paul Martini sowie Walowa und Wassilijew. Es war die letzte WM-Medaille für ein Eiskunstlaufpaar aus der DDR.
Mit dem Rücktritt von Baeß und Thierbach ging 1984 eine Ära zu Ende. Sie waren das letzte erfolgreiche DDR-Paar im Eiskunstlauf. Mit einer Goldmedaille und je zwei Silber- und Bronzemedaillen sind sie das erfolgreichste DDR-Paar bei Weltmeisterschaften und mit zwei Goldmedaillen sowie jeweils einer Silber- und Bronzemedaille auch das erfolgreichste DDR-Paar bei Europameisterschaften.
Sabine Baeß arbeitete später als Trainerin in Berlin beim TSC Berlin. Baeß trat nach 1990 mit Tobias Schröter, einem ehemaligen DDR-Meister bei den Sportpaaren, unter anderem im Friedrichstadtpalast in Berlin bei Schauläufen auf.
Sabine Baeß-Marbach ist Heilpraktikerin, lebt und arbeitet in Berlin. Sie ist verheiratet und hat einen Sohn.

## Ergebnisse

### Paarlauf
(mit Tassilo Thierbach)
| Wettbewerb / Jahr       | 1976 | 1977 | 1978 | 1979 | 1980 | 1981 | 1982 | 1983 | 1984 |
| ----------------------- | ---- | ---- | ---- | ---- | ---- | ---- | ---- | ---- | ---- |
| Olympische Winterspiele |      |      |      |      | 6.   |      |      |      | 4.   |
| Weltmeisterschaften     |      |      | 5.   | 3.   | 4.   | 2.   | 1.   | 2.   | 3.   |
| Europameisterschaften   |      | 5.   | 4.   | 3.   | 4.   |      | 1.   | 1.   | 2.   |
| DDR-Meisterschaften     | 3.   | 3.   | 2.   | 1.   | 1.   |      | 1.   | 1.   | 1.   |